# Renai
Renai (憐哀 -レンアイ-) é o álbum de estreia da banda japonesa de rock e visual kei SID, lançado em 22 de dezembro de 2004 pela Danger Crue Records.

## Produção e lançamento
Renai foi produzido com Sakura, ex baterista do L'Arc-en-Ciel. O guitarrista Shinji contou que na época da gravação do álbum o cronograma da banda era apertado e eles possuíam pouco tempo, então criavam as melodias durante viagens de trem. Mao contou que estas foram as primeiras letras que escreveu. Apesar de estar em uma banda antes, apenas fazia os vocais.
O álbum foi lançado em duas edições: limitada, com 7 mil cópias disponíveis, e regular.

## Desempenho comercial
Alcançou a 44ª posição na Oricon Albums Chart, manteve-se na parada por 4 semanas e vendeu 11,547 cópias enquanto esteve na parada.  A edição limitada esgotou de antemão durante a pré-venda. No total, o álbum foi vendido mais de 20 mil vezes.

## Faixas
Todas as letras escritas por Mao. 
| N.º            | Título                                                                              | Música         | Duração |  |
| 1.             | "Ajisai" (紫陽花)                                                                   | Shinji         | 4:56    |  |
| 2.             | "Rinjin" (隣人)                                                                     | Aki            | 3:37    |  |
| 3.             | "Watashi wa Ame" (私は雨)                                                           | Shinji         | 4:32    |  |
| 4.             | "Virtual Bansankai" (バーチャル晩餐会)                                              | Shinji         | 3:10    |  |
| 5.             | "Ao" (青)                                                                           | Aki            | 5:07    |  |
| 6.             | "Doyoubi no Onna" (土曜日の女)                                                      | Aki            | 3:15    |  |
| 7.             | "Hitsuyouaku" (必要悪)                                                              | Aki            | 4:17    |  |
| 8.             | "Akagami Shuffle" (赤紙シャッフォー)                                                | Aki            | 3:58    |  |
| 9.             | "Mousou Nikki" (妄想日記)                                                           | Shinji         | 3:50    |  |
| 10.            | "Owakare no Uta" (お別れの唄)                                                       | Shinji         | 4:03    |  |
| 11.            | "Kara (Kara) no Binsen, Sora (Sora) e no Tegami" (空(から)の便箋、空(そら)への手紙) | Shinji         | 4:13    |  |
| Duração total: | Duração total:                                                                      | Duração total: | 45:03   |  |

## Ficha técnica
- Mao - vocal
- Shinji - guitarra
- Aki - baixo
- Yūya - bateria